# Пояна (Унгенський район)
Пояна (рум. Poiana) — село в Унгенському районі Молдови. Входить до складу комуни, адміністративним центром якої є село Богеній-Ной.

## Населення
За даними перепису населення 2004 року у селі проживали 388 осіб.
Національний склад населення села:
| Національність   | Кількість осіб | Відсоток   |
| ---------------- | -------------- | ---------- |
| молдавани румуни | 385 1          | 99,2% 0,3% |
| українці         | 2              | 0,5%       |
| Всього           | 388            | 100%       |